# (12) Victoria
(12) Victoria es un asteroide que forma parte del cinturón de asteroides y fue descubierto el 13 de septiembre de 1850 por John Russell Hind desde el observatorio George Bishop de Londres, Reino Unido. Está nombrado por Victoria, una diosa de la mitología romana.

## Características orbitales
Victoria está situado a una distancia media de 2,333 ua del Sol, pudiendo acercarse hasta 1,817 ua y alejarse hasta 2,85 ua. Su excentricidad es 0,2213 y la inclinación orbital 8,369°. Emplea en completar una órbita alrededor del Sol 1302 días. Se han observado hasta tres ocultaciones estelares de Victoria.

## Características físicas
Observaciones de radar e interferometría de moteado demuestran que Victoria tiene una forma alargada, y se sospecha que es un asteroide binario. Está compuesto probablemente por roca silícea y níquel-hierro.